# Boomer Esiason
Norman Julius Esiason, detto Boomer (Islip, 17 aprile 1961), è un ex giocatore di football americano statunitense nel ruolo di quarterback che attualmente lavora al commento tecnico per le partite di football nei network americani. Nella National Football League ha giocato per i Cincinnati Bengals, i New York Jets e gli Arizona Cardinals prima di lavorare come analista per ABC ed HBO. Attualmente lavora come analista per CBS Sports, principalmente nel programma NFL Today. Inoltre è il coconduttore di un programma radiofonico nella stazione radio di New York WFAN e analista del Monday Night Football per Westwood One.

## Carriera

### Cincinnati Bengals
Dopo il suo anno finale a Maryland, Esiason scelto dai Cincinnati Bengals nel secondo giro del Draft NFL 1984 con la 38ª scelta assoluta, sorprendentemente in basso. Due dei suoi compagni nei Terrapins, la guardia Ron Solt e il defensive end Pete Koch, furono scelti al primo giro rispettivamente dagli Indianapolis Colts e dai Bengals. Nessun quarterback fu scelto in quel draft al primo giro; Esiason fu il primo ad essere selezionato. Fu anche selezionato dai Washington Federals, franchigia della ora defunta United States Football League.
Tra i più prolifici quarterback mancini della storia della NFL, Boomer giocò la sua prima partita da titolare il 7 ottobre 1984, a Cincinnati in una gara contro gli Houston Oilers. In un giorno di pioggia, Boomer guidò la squadra alla vittoria 13–3 su Houston segnando l'unico touchdown della partita su una corsa da 3 yard. Boomer prese il posto di Ken Anderson come quarterback a tempo pieno dei Bengals il 22 settembre 1985 in una gara a Cincinnati contro i San Diego Chargers. Egli non ripeté la vittoria della sua prima partita da titolare in carriera, con i Bengals che persero coi Chargers del futuro Hall of Famer Dan Fouts 44–41.
Alto 196 cm per 102 kg, molto più grosso del suo predecessore e con un braccio ancora più potente, Esiason fu la guida di uno degli attacchi più forti della fine degli anni 80. Boomer, che era anche sorprendentemente mobile, corse per 1.598 yard su 447 tentativi segnando 7 touchdown nella sua carriera.
Tre anni dopo, Esiason guidò i Cincinnati Bengals alla loro seconda apparizione al Super Bowl, dove persero in una partita punto a punto contro i San Francisco 49ers. Nel Super Bowl XXIII, i 49ers, guidati dal leggendario quarterback Joe Montana, guadagnarono 92 yard nell'ultimo drive vincendo la gara con un passaggio da touchdown per il ricevitore John Taylor con 34 secondi alla fine della partita. Il passaggio dell'ultimo secondo per il wide receiver Cris Collinsworth fu deviato, con i Bengals che persero 20–16. Esiason vinse il premio di MVP della NFL del 1988 e fu convocato per il Pro Bowl, ma era ancora così depresso per la recente sconfitta nel Super Bowl che declinò l'invito.

### New York Jets
Esiason passò ai New York Jets, squadra della sua città natale, per una terza scelta nel draft 1993 (che sarebbe diventata il linebacker Steve Tovar), guidando il loro attacco fino alla fine del 1995. Durante la stagione 1995 coi Jets, si infortunò seriamente in una gara giocata l'8 ottobre contro i Buffalo Bills quando il rookie Everett McIver causò una falsa partenza e Bruce Smith dei Bills rovinò addossò a Esiason. Smith fu terribilmente dispiaciuto per l'infortunio causato a Esiason e disse di non aver sentito il fischio che indicava la falsa partenza. Quel terribile scontro causò a Boomer un infortunio che lo tenne fuori fino al 19 novembre, gara disputata nuovamente contro i Bills.

### Arizona Cardinals
Dopo essere stato svincolato dai Jets, Esiason firmò con gli Arizona Cardinals come free agent nel 1996. Fu durante questa stagione, il 10 novembre 1996, che Esiason stabilì la terza prestazione della storia della NFL (oggi la quarta) in termini di yard passate, 522, in una vittoria 37-34 ai supplementari contro i Washington Redskins. Alla fine della stagione contemplò l'ipotesi del ritiro ma decise di giocare un'ultima stagione.

### Ritorno a Cincinnati
Nel 1997 fece ritornò ai Cincinnati Bengals. Esiason fu sorprendentemente efficace nel sostituire Jeff Blake a metà della stagione 1997, lanciando 13 touchdown con soli 2 intercetti finendo l'anno con un passer rating sopra il 106. I Bengals ebbero un record di 3-8 con Blake mentre con Esiason come quarterback essi vinsero quattro delle ultime 5 partite segnando quattro volte più di 30 punti, due volte superando i 40 punti.
La giocata finale dei suoi 14 anni di carriera professionistica fu un passaggio da touchdown da 70 yard per il ricevitore Darnay Scott; tale touchdown si rivelò essere quello della vittoria 16-14 sui Baltimore Ravens.

## Palmarès

### Franchigia
- American Football Conference Championship: 1

Cincinnati Bengals: 1988

### Individuale
- MVP della NFL: 1

1988
- Convocazioni al Pro Bowl: 4

1986, 1988, 1989, 1993
- First-Team All-Pro: 1

1988
- Giocatore offensivo dell'anno della AFC: 1

1988
- Walter Payton NFL Man of the Year Award: 1

1995
- Club delle 500 yard passate in una singola gara